# André Degoul
André Degoul, né le 12 février 1870 à Lorient (Morbihan) et mort le 7 septembre 1946 à Luçon (Vendée), est un journaliste et écrivain breton de langue française. 

## Parcours
Il est professeur de mathématiques, chargé en 1893 de la chronique théâtrale du Nouvelliste du Morbihan sous le pseudonyme de René (ou Renan) Saïb, élu secrétaire de la section littérature de l'Union régionaliste bretonne en 1898. Il fait son entrée au Gorsedd de Bretagne sous le nom de An Hader (le semeur). En 1911, lors de l’affaire de Saint-Renan, il suit les dissidents et adhère à la Fédération régionaliste de Bretagne où il est secrétaire de la commission Littérature bretonne de langue française. Après le décès d'Alexandre Cathrine, père, en 1920, il est rédacteur en chef du Nouvelliste du Morbihan jusqu'en 1923. En décembre 1932 il est nommé conservateur de la bibliothèque municipale de Lorient. Il est également administrateur de la Caisse d’épargne de Lorient, fonction pour laquelle il reçoit en 1934 la médaille d’argent de la prévoyance sociale, et président de la section lorientaise des Hospitaliers Sauveteurs Bretons
Il épouse la romancière Madeleine Desroseaux le 4 février 1895 à Rennes. Le couple fonde en juillet 1895 la revue Le Clocher breton, qui publie de nombreux écrivains bretons jusqu'en 1915. Ils sont récompensés pour l'ensemble de leurs œuvres par le président Raymond Poincaré, le 6 juillet 1913. 
Après la mort de Madeleine Desroseaux en 1939, il se retire chez leur fils, Hervé, à Luçon, où il meurt le 7 septembre 1946. 
M. Desroseaux et A. Degoul sont enterrés à Lorient, cimetière de Carnel.

## Œuvre
- Chaîne fleurie. Lorient, A. Catherine, 1892.
- La Bretagne et les pays celtiques, conférences donnée le 1er février 1901 à la Société de géographie de Lorient
- La Bonne Auberge, comédie écrite avec Madeleine Desroseaux. Lorient, Le Clocher Breton, 1902.

### Sources et bibliographie
- Lucien Raoul, Un siècle de journalisme breton. Le Guilvinec, éd. Le Signor, 1981.
- Philippe Le Stum, Le Néo-druidisme en Bretagne, éditions Ouest-France, coll. « De mémoire d'homme : l'histoire », Rennes, 1998,  (ISBN 2-7373-2281-2)
- Gil Van Meeuwen, L'aventure du Nouvelliste du Morbihan. Du journal à l’écran. Mémoire de maîtrise Histoire - Patrimoine, Université de Bretagne Sud, 2001